# チン・ホウン
チン・ホウン（朝: 진호은、英: Jin Ho-eun、2000年9月1日 - ）は、韓国の俳優。近年は、『今、私たちの学校は…』などの出演で知られている。

## 経歴
アウターコリア・マネジメント所属｡
2019年9月28日、『美しき愛、素晴らしき人生』シリーズに初出演し、ク・ジュニ（キム・ジェヨン）の弟ク・ジュンギョム役として出演した。
2022年4月、『流れ星』シリーズにレギュラー出演し、スターフォース・エンターテインメントのマネージャー、ピョン・ジョンヨル役を演じた。

## 出演

### 映画
- 『抗拳:ユ・グァンスンの物語』(2019年) - 南の囚人 役
- 『間抜けな二人組』(2020年) - ナム・ギルフン　役

### ドラマ
- 『美しき愛、素晴らしき人生』(2019年) - グ・ジュンギョム役
- 『それでも』(2021年) - ソ・ジワンの友人　役
- 『今、私たちの学校は…』(2022年) - チョン・ミンジェ　役
- 『流れ星』(2022年) - ビュン・ジュンヨル 役
- 『3人称複数形』(2022年) - サ・ジョンギョン　役
- 『JTBCドラマフェスタ「エッセイキッドの恋｣』- パク・ヒョンド　役
- 『大都会の愛 』(2024年) - ギュホ　役